# Wendy McElroy
Wendy McElroy (nacida en 1951) es una autora, investigadora y conferencista canadiense. Es una de las principales teóricas del feminismo libertario, habiéndolo dotado en la década 1990 de algunos de sus fundamentos ideológicos, de sus antecedentes históricos, y de su alianza con el feminismo prosexo y con el movimiento por los derechos de los hombres, y acuñó para este enfoque feminista el término «feminismo individualista».
Junto con Carl Watner y George H. Smith fundó la revista The Voluntarist en 1982, la cual propuso una corriente de filosofía política llamada voluntarismo. Es investigadora asociada del Independent Institute y colaboradora para Fox News y LewRockwell.com. McElroy también es historiadora del anarquismo individualista estadounidense del siglo XIX.

## Pensamiento

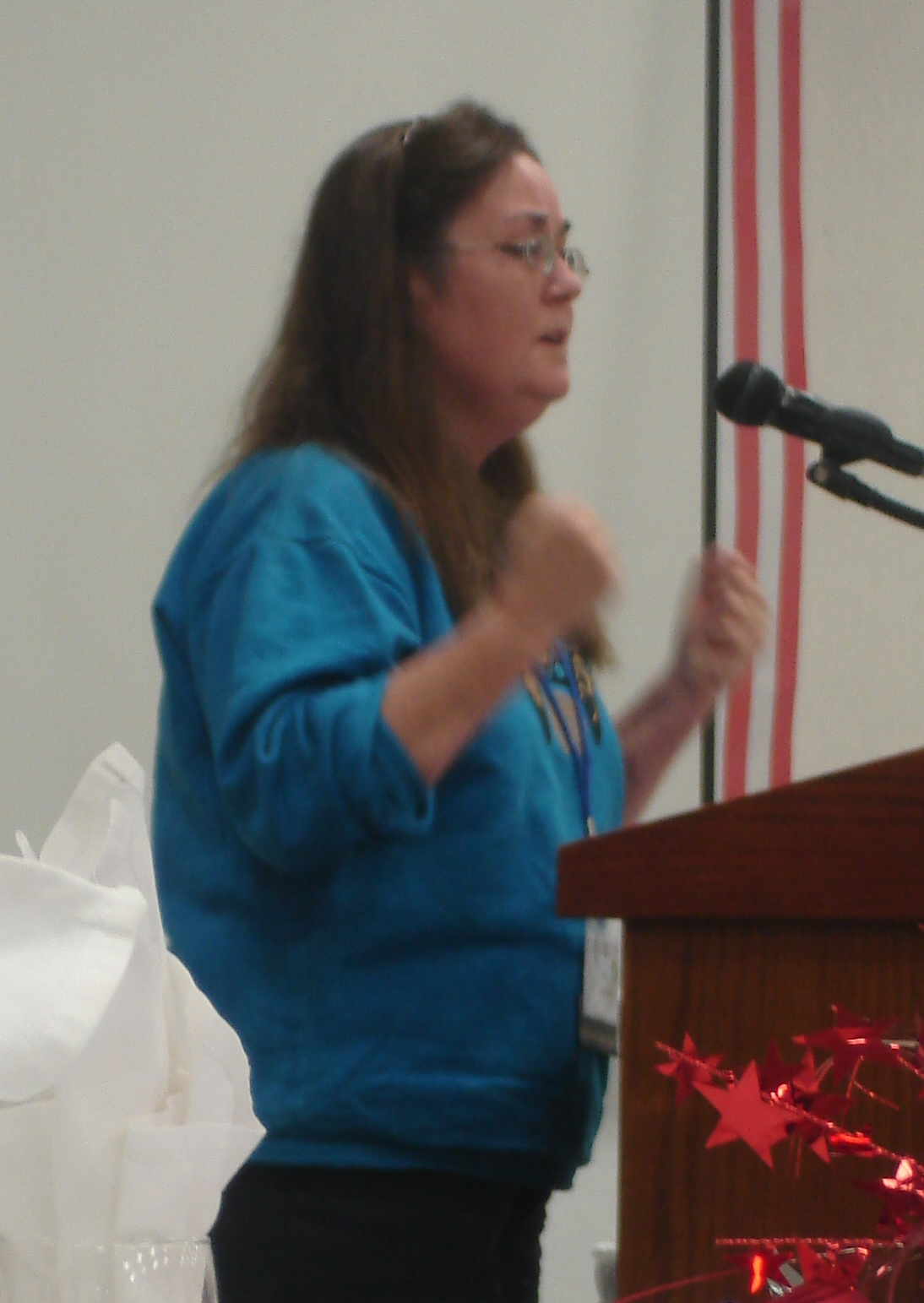
Conferencia de Wendy McElroy en Springfield, Illinois, 2006.

### Mujeres y pornografía
Se distingue a sí misma como «sexo-positiva»: defendiendo la disponibilidad de la pornografía, afirmando que la misma es un reconocimiento social de la sexualidad femenina, y condenando las campañas feministas antipornografía. También ha criticado las leyes contra el acoso sexual que criminalizan la atracción sexual al depender de la sensibilidad de quien se siente acosado sin un criterio sólido.
Su trabajo teórico se extiende hacia la crítica general del feminismo de perspectiva de género y la discriminación positiva, indicando que su aplicación perjudica la libertad de elegir de las mujeres.

### Escepticismo sobre la «cultura de la violación»
McElroy cree que los datos sobre delitos de violación son extremadamente inexactos y que la «cultura de la violación» es una narración falsa creada por feministas "políticamente correctas". Es autora de Rape Culture Hysteria en la que afirma que la cultura de la violación es un resultado de la histeria popular en desventaja de los hombres, y en particular de los hombres blancos.
Ha criticado las políticas de acoso sexual y, en particular, las políticas de tolerancia cero para la escuela primaria, que considera "demasiado amplias e imprecisas" y basadas en informes parciales (desfavorables para los menores varones).

### Derechos de los hombres
En concordancia con lo anterior, McElroy sostiene una defensa —que ella llama feminista— de los derechos masculinos. Aduce que dentro del movimiento de mujeres surgieron dos tendencias, una libertaria y la otra ideológica o "de género". Señala que esta última ha predominado en las organizaciones más relevantes del feminismo, como la National Organization for Women, ante las dificultades y fracasos del feminismo tradicional para lograr la igualdad de mujeres y hombres, llevando un discurso de corte revanchista y misándrico contra los varones, consiguiendo que las leyes de familia y laborales que favorecen a la mujer, a la vez, impliquen un trato injusto para los varones.

### Capitalismo y gobierno
Al explicar su posición «voluntarista» con respecto al capitalismo, dice que "tiene una marcada preferencia personal por el capitalismo de libre mercado como el sistema económico más productivo, justo y sensible sobre la faz de la Tierra" pero reconoce que el libre mercado permite otros tipos de sistemas. Lo que ella quiere para la sociedad "no es necesariamente un régimen capitalista, sino un sistema de libre mercado en el que todo el mundo puede tomar las decisiones pacíficas que desee con su propio cuerpo y mano de obra." Por lo tanto, ella no se llama a sí misma capitalista, sino alguien por un libre mercado.
Su investigación histórica del anarquismo individualista promercado del siglo XIX y sus controversias teóricas, han convertido a McElroy en una voz reconocida de este tema. McElroy da crédito al libro Man, Economy, and State, de Murray Rothbard -teórico del anarcocapitalismo- como "el único responsable de [su] inflexión desde la promoción del gobierno limitado hacia una vida de trabajo dentro de la tradición anarquista individualista."
McElroy está a favor del sitio de denuncias WikiLeaks y su director Julian Assange. McElroy ha sido crítica con el imperialismo y la política exterior intervencionista de los Estados Unidos, incluso llegando a referirse a Estados Unidos como "el policía del mundo".

## Libros
- "Rape Culture" Hysteria: Fixing the Damage Done to Men and Women. Vulgus Press. 2016. ISBN 978-1533629401.
- Carl Watner, Wendy McElroy (2004). National Identification Systems: Essays in Opposition. ISBN 978-0786415953.
- Debates of Liberty: An Overview of Individualist Anarchism, 1881-1908. Lexington Books. 2003. ISBN 978-0739104736.
- Liberty for Women: Freedom and Feminism in the Twenty-First Century. Ivan R. Dee. 2002. ISBN 978-1566634342.
- Sexual Correctness: The Gender-Feminist Attack on Women. McFarland. 2001. ISBN 978-0786411443.
- Wendy McElroy, Carl Watner (2001). Dissenting Electorate: Those Who Refuse to Vote and the Legitimacy of Their Opposition. McFarland. ISBN 978-1934812396.
- Individualist Feminism of the Nineteenth Century: Collected Writings and Biographical Profiles. McFarland. 2001.
- Queen Silver : The Godless Girl. 1999. Biografía sobre su amiga Queen Silver, una antigua activista anarquista socialista.
- Wendy McElroy, Lewis Perry, (1999). Freedom, Feminism, and the State.
- The Reasonable Woman: A Guide to Intellectual Survival. 1998.
- XXX: A Woman's Right to Pornography. 1995. ISBN 0-312-13626-9. Archivado desde el original el 10 de abril de 2007. Consultado el 26 de diciembre de 2017.
- Liberty, 1881-1908: A Comprehensive Index. 1982. Sobre la historia de la revista Liberty, fundada por Benjamin Tucker en 1881 y desde la que se defendieron, con mayor o menor regularidad, postulados anarquistas individualistas.